# NGC 2878
NGC 2878 (również PGC 26739 lub UGC 5022) – galaktyka spiralna (Sa), znajdująca się w gwiazdozbiorze Hydry. Odkrył ją Albert Marth 28 marca 1864 roku.